# Cruz y la corona

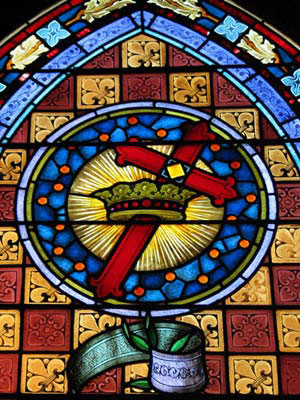
Una cruz coronada en un vitral de una iglesia católica.

La cruz y la corona o cruz coronada es un símbolo que se exhibe en muchas iglesias cristianas (incluyendo la católica). También ha sido usada en heráldica. Es interpretada frecuentemente como representación de la «corona de vida, que Dios ha prometido a los que le aman» (Santiago 1:12). 
La cruz coronada es además emblema de grupos masones.

## Uso

### Ciencia cristiana
La Iglesia de Cristo, Científico, iglesia que practica la ciencia cristiana, tiene a la cruz coronada como marca registrada internacionalmente. Es símbolo de unidad y curación en la ciencia cristiana. El sello de la cruz coronada es utilizado en las vidrieras de las salas de lectura, en los letreros de los edificios de iglesias y salas de lectura, en sitios Web, en papel de carta oficial, en las solicitudes de miembro, folletos y propaganda.

### Estudiantes de la biblia

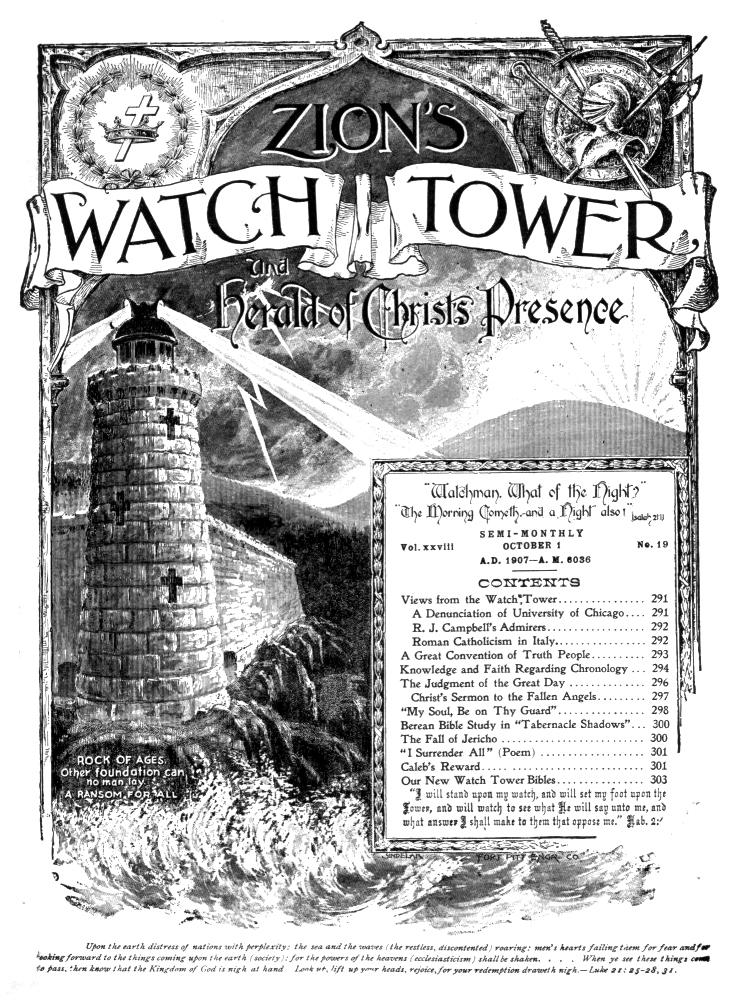
Portada de la revista Zion's Watch Tower del 1 de octubre de 1907.

La cruz coronada fue insignia de los Estudiantes de la Biblia. Aparecía, rodeada de hojas de laurel, en la portada de la revista Zion's Watch Tower desde 1891. Los estudiantes de la biblia también emplearon la cruz coronada en pines, colgantes y botones (metal y celuloide). 

"Realmente era un distintivo que tenía como ribete una guirnalda de hojas de laurel, y dentro de la guirnalda había una corona con una cruz que atravesaba diagonalmente. Tenía apariencia muy atractiva y era la idea que teníamos en aquel momento de lo que significaba llevar nuestra 'cruz' y seguir a Cristo Jesús para poder llevar la corona de la victoria al tiempo debido."
Carey W. Barber[cita requerida]

Algunos años después de la muerte de Charles Taze Russell, la Sociedad Watchtower desaconsejó el uso de la cruz coronada. En una asamblea celebrada en Detroit en 1928, se cambió el punto de vista sobre la cruz coronada.

"En la Asamblea se mostró que los emblemas de la cruz y la corona no solo eran innecesarios, sino también reprobables. Por eso nos deshicimos de estos artículo de joyería".
Grant Suiter.[cita requerida]

El 15 de octubre de 1931, la revista "The Watchtower" ya no tenía la cruz coronada en su cubierta. El 31 de enero de 1936, Joseph Franklin Rutherford presentó el libro Riches (Riquezas). En la página 26 de la edición en español decía, en parte:

"Él [Jesús] fue crucificado, no en una cruz de madera como las que se exhiben en muchas imagenes y cuadros hechos por los hombres; Jesús fue crucificado clavado su cuerpo en un madero."